# Emma Whitcomb Babcock
Emma Whitcomb Babcock (24 de abril de 1849 - 1926) fue una escritora estadounidense. Realizó un trabajo considerable como crítica de libros, y contribuyó en varias revistas importantes. Fue la autora de las guías de gestión doméstica Household Hints y A Mother's Note Book, entre otras obras. Fue presidenta del club Belles-Lettres, muy popular en el oeste de Pensilvania.

## Biografía

### Primeros años
Emma Whitcomb nació en Adams, Nueva York, el 24 de abril de 1849, hija de Henry Holley Whitcomb y Judith Maria Mooney Whitcomb.

### Carrera
Como escritora, Babcock contribuyó en algunos diarios y revistas. Logró reconocimiento con su serie de artículos sobre variedades para el diario Evening Post de la ciudad de Nueva York. Fue colaboradora del primer número de Babyhood y también de Cosmopolitan. Publicó las guías de gestión domética Household Hints (1890) y más tarde A Mother's Note Book. Babcock escribió además una novela basada en la fiebre del petróleo. La profesión de su marido la llevó a dedicarse a temas educativos, y publicó muchos artículos en revistas técnicas sobre esos temas. Se interesó por el trabajo de las misiones domésticas y fue presidenta de un club literario conocido en todo el oeste de Pensilvania, llamado Belles-Lettres, el cual logró fundar una biblioteca pública.
Murió en 1926 y sus restos descansan en el Cementerio Rural de Adams, Nueva York.